# Ciorbă de pește
Ciorba de pește (sau Borșul de pește) este una din cele mai tipice ciorbe românești. Ingredientele, în special în ceea ce privește peștele și verdețurile, diferă de la o regiune la alta. Înăcrirea se bazează la această supă în mod normal pe borș, dar poate fi acrit și cu oțet, zeamă de lămâie sau zeamă de varză. Originar se folosește numai pește de apă dulce.

## Rețeta

### Ingrediente
Este nevoie de: 2 litri de apă sau supă de oase/carcase de pește, borș, 1 kilogram de pește tăiat bucăți de 4-5 cm: (biban, caras, cegă, crap, guvizi, lin, nisetru, păstrăv, păstrugă, somn, șalău, știucă), zarzavat de supă, 3 linguri de orez prepreparat, verdețuri (leuștean, pătrunjel, după gust și mărar), ulei, sare, piper negru și, opțional, ardei iute.

### Mod de preparare
Ceapa, zarzavatul, ardeiul și ardeiul iute (nu obligatoriu) tăiate mărunt se călesc în puțin untdelemn împreună cu orezul prepreparat și se toarnă apoi în apa clocotindă, respectiv în bulionul de pește. Ciorba se acrește și sărează după gust imediat și se adaugă roșiile tăiate bucățele. De abia acum se adaugă peștele (ca să nu se sfărâme). Ciorba se fierbe pe foc foarte mic și numai scurt timp. Se ia de pe foc și se asezonează cu verdețuri și piper. Se servește nedreasă, caldă sau rece, de obicei cu mămăligă. Supa și peștele se pot servi și separat.